# 岩田忠久
岩田 忠久（いわた ただひさ、1966年2月10日 - ）は、日本の高分子材料学者。東京大学大学院農学生命科学研究科教授。専門は、高分子材料学・生分解性プラスチック・高分子構造学。

## 略歴
- 1966.02　広島県大竹市生まれ、山口県岩国市育ち（麻里布小学校、麻里布中学校、山口県立岩国高等学校）
- 1988.03　千葉市立千葉高校卒業
- 1989.03　京都大学農学部林産工学科卒業
- 1991.03　京都大学大学院農学研究科林産工学専攻修士課程修了
- 1992.08　フランス政府給費留学生として、フランス国立科学研究センター、植物高分子研究所に留学
- 1994.03　京都大学大学院農学研究科林産工学専攻博士後期課程修了、京都大学より博士（農学）の学位を取得
- 1995.04　日本学術振興会  PD特別研究員
- 1995.10　理化学研究所基礎科学特別研究員
- 1996.10　理化学研究所高分子化学研究室研究員
- 2001.08　理化学研究所 高分子化学研究室副主任研究員
- 2006.11　東京大学大学院農学生命科学研究科生物材料科学専攻助教授
- 2007.04　同准教授
- 2012.03　同教授
- 2013.04　専攻長（～2016.3）
- 2018.04　総長補佐（〜2019.3）
- 2019.04　研究科長補佐（国際交流室長～2023.3）
- 2023.04　副研究科長、総長特任補佐

## 研究内容
バイオマスから生産され、環境中で生分解する「生分解性バイオマスプラスチック」の開発に精力的に取り組んでいる。
多糖類や植物油などを出発原料として、微生物発酵や化学合成の手法を用いて環境にやさしいプラスチックを生産する合成技術の開発に加え、高性能フィルムや高強度繊維、耐衝撃性や耐熱性に優れた部材への成形加工技術の開発、X線や大型放射光を用いた成形体の構造解析、分解酵素によるプラスチック分解機構の解明、山・川・海・深海環境下での実環境生分解試験、河川水や海水を用いた実験室内生分解性試験（ＢＯＤ試験）を行い、合成から分解まであらゆる観点からの研究に取り組んでいる。
最近では、有人潜水艦であるしんかい6500に自ら乗船し、水深1000～5500mの深海底で、開発した生分解性プラスチックは微生物により分解されることを世界で初めて明らかにした。
- バイオポリエステルの高性能繊維化と生分解性制御
- 高分子多糖類からの高機能熱可塑性ポリマーの開発と生分解性
- 生分解性開始機能を有する生分解性プラスチックの開発
- 生分解性プラスチックの生分解性制御技術の開発
- 大型放射光を用いた生分解性バイオマスプラスチックの構造解析

## 受賞歴
- 2002.05　高分子学会　高分子研究奨励賞
- 2006.06　繊維学会　学会賞[4]
- 2010.02　ドイツイノベーションアワード　ゴッドフリード・ワグネル賞[5]
- 2014.03　矢崎財団　矢崎学術賞
- 2014.04　長瀬財団　長瀬研究振興賞
- 2019.05　高分子学会　学会賞[6]
- 2021.04　文部科学大臣表彰（化学技術分野、研究部門）[7]

## 最近のプレスリリース
- 生分解性プラスチックは深海でも分解されることを実証
- 分解開始スイッチ機能を有する酵素内包生分解性プラスチックの開発
- 多糖類から「ゼロ複屈折ポリマー」の開発に成功
- 虫歯菌の酵素からポリエチレンテレフタレートやナイロンを越える高耐熱性樹脂の開発に成功

## 著書
- イチからつくるプラスチック　岩田忠久 編　内田かずひろ 絵　一般社団法人農山漁村文化協会(農文協)
- 持続可能社会をつくるバイオプラスチック　日本化学会 編(岩田忠久 編集代表)化学同人

## 研究室
東京大学大学院農学生命科学研究科・生物材料科学専攻・高分子材料学研究室